# Bobby Heenan
Raymond Louis Heenan (født 1. november 1944, død 17. september 2017), bedre kendt under ringnavnet Bobby "The Brain" Heenan, var en amerikansk wrestlingmanager og kommentator, der var mest kendt for sin tid i World Wrestling Federation (WWF) og World Championship Wrestling (WCW). I wrestling var han en heel, der var ekspert i at få fans til at hade ham og hans wrestlere. Han blev også kendt for sit makkerskab med Gorilla Monsoon i WWF.

## Wrestling

### Manager
Bobby Heenan startede med at bære tasker og jakker for wrestlere for at komme ind i wrestling-branchen. Han blev manager i 1965 og skulle blive én af de mest hadede heel-wrestlere nogensinde. Han blev manager for nogle af de mest succesrige wrestlere i verden, heriblandt André the Giant og Ric Flair, og dannede desuden også The Heenan Family – en gruppe wrestlere under hans lederskab, der wrestlede i flere forskellige organisationer over tre årtier. 

### American Wrestling Association (1969-1983)
Heenan skrev kontrakt med American Wrestling Association (AWA) som manager og af og til også som tagteam-partner for The Blackjacks. Han blev også manager for Nick Bockwinkel og Ray Stevens, der vandt AWA World Tag Team Championship flere gange under hans lederskab. Det var i AWA, at Heenan dannede The Heenan Family første gang, og "familien" bestod i starten af Bockwinkel, Stevens, Bobby Duncum Sr. og Blackjack Lanza. I 1975 vandt Bockwinkel sin første af flere VM-titler i AWA med Heenan som sin manager. Lanza og Duncum vandt også VM-bælterne for tagteams, og Heenan blev dermed den første manager, der stod i spidsen for en større wrestlingorganisations verdensmestre. I denne periode kaldte Dick the Bruiser ham for "weasel" (væsel), og det øgenavn blev hængede ved Heenan resten af karrieren. I 1983 arbejdede Heenan stadig som manager for Bockwinkel i hans VM-titelkampe mod den opkommende stjerne Hulk Hogan. Samme år pådrog Heenan sig en alvorlig skade, efter at han havde wrestlet i Japan, og han blev nødt til at tage lidt fri. 

### World Wrestling Federation (1984-1993)

#### Manager
Bobby Heenan skrev kontrakt med World Wrestling Federation (WWF) i 1984 og blev manager for Jesse "The Body" Ventura. Senere blev han også manager for Big John Studd, der kæmpede mod André the Giant. I WWF gendannede han også The Heenan Family, der i løbet af Heenans tid i WWF bestod af Studd, Ken Patera, Paul Orndorff, King Kong Bundy, André the Giant, High Chief Sivi Afi, The Brain Busters (tidligere medlemmer af IV Horsemen Arn Anderson og Tully Blanchard), Rick Rude, Harley Race, The Islanders (Haku og Tama), Hercules, Barbarian, Mr. Perfect, Terry Taylor og The Brooklyn Brawler. Bobby Heenan var ofte den mest hadede mand i WWF. 
Heenan og The Heenan Family indledte en fejde med den regerende verdensmester Hulk Hogan i 1980'erne. Heenan var manager for to udfordrere til Hogans VM-titel to år i træk ved WWF's WrestleMania – King Kong Bundy ved WrestleMania 2 i 1986 og André the Giant ved WrestleMania III i 1987. Det blev dog Rick Rude, der skulle sørge for, at Bobby Heenan blev manager for sin første mester i WWF. Rude besejrede Ultimate Warrior i en kamp om WWF Intercontinental Championship, og kort efter blev The Brainbusters også indehavere af WWF World Tag Team Championship. Også André the Giant og Haku vandt senere VM-bælterne, mens Mr. Perfect vandt WWF Intercontinental Championship. 
Heenan stoppede som manager i 1991 på grund af skader i nakken, så han ikke længere kunne tage imod slag fra hans wrestleres modstandere. I stedet for arbejdede han udelukkende som kommentator og kaldte sig selv for en "broadcast journalist". Heenan var dog flere gange tæt på at gå over til sit gamle erhverv, da han i 1991 og 1992 kom med mange gode råd til Ric Flair, og i 1993 instruerede han også Lex Luger lidt i hans fejde med Mr. Perfect.

#### Kommentator
Allerede mens han var manager for flere wrestlere, startede Bobby Heenan som kommentator på en række af WWF's tv-shows – i starten som erstatning for Jesse Ventura, der havde kommenteret i en årrække sammen med Gorilla Monsoon. Heenan og Moonson indledte et enestående samarbejde, hvor deres improviserede samtaler ofte var mindst lige så underholdende for seerne som selve kampene. Som heel-kommentator holdt Heenan naturligvis med heel-wrestlerne, også selv om de ofte snød. Meget bemærkelsesværdigt kaldte Heenan også fansene for "humanoids", og han svinede ofte face-wrestlerne til, især nye eller dårligere wrestlere. 
I 1993 valgte Bobby Heenan at forlade WWF. Med 1990'ernes dalende succes i WWF blev han nødt til at gå langt ned i løn, og Heenan valgte i stedet for at forlade organisationen. Under et afsnit af Monday Night Raw i december 1993 blev han smidt ud af Gorilla Monsoon. Senere har Heenan fortalt, at de to kommentator-kollegaer efterfølgende omfavnede hinanden og græd sammen i over en time på et hotel, da showet var færdigt. Med sit farvel til WWF blev Heenan kontaktet af World Championship Wrestling (WCW), der kunne tilbyde en højere løn og et mindre krævende arbejde. 

### World Championship Wrestling (1994-2000)
I 1994 blev han kommentator på fuld tid i World Championship Wrestling (WCW). Han kommenterede på WCW's ugentlige tv-shows, Monday Nitro og Thunder. Derudover fungerede han også som kommentator på Clash of the Champions og WCW's pay-per-view-shows. På samme måde som i WWF var Heenan heel-kommentator og heppede på heel-wrestlerne. 
I 1995 blev Heenan opereret i nakken, men han kunne fortsat ikke vende tilbage til ringen som manager. Han gik dog med Ric Flair og Arn Anderson til ringen ved WCW's The Great American Bash i sommeren 1996, da de mødte footballspillerne Steve McMichael og Kevin Greene. 
Lige siden 1980'erne havde Bobby Heenan været kæmpe modstander (på tv) af Hulk Hogan, og flere gange var Heenan manager for Hogans modstandere , mens Hogan var WWF-verdensmester. I 1996 vendte Hulk Hogan alle sine fans ryggen og dannede New World Order (nWo) sammen med Kevin Nash og Scott Hall. Til trods for at nWo hurtigt blev WCW's største og mest succesrige heel-wrestlere, fortsatte Bobby Heenan med at hade Hulk Hogan. Dermed blev Bobby Heenan de facto face-kommentator for første gang, og selv om han fortsat holdt med nogle heel-wrestlere, var han i hele nWo-æraen (1996-1998) modstander af heel-gruppen, ikke mindst Hogan. 
I 2000 blev Heenan erstattet som kommentator på WCW's ugentlige tv-shows. På Nitro blev han erstattet af Mark Madden i april 2000, og i august 2000 tog Stevie Ray over på Thunder. Heenan forlod organisationen i november 2000.

### Diverse optrædener (2001-nu)
Bobby Heenan vendte tilbage til World Wrestling Federation i 2001 og kommenterede en særlig battle royal ved WrestleMania X-Seven. Derefter var han også en del af Jimmy Harts nye wrestlingorganisation, XWF, for en kort periode, hvor han var "sportsagent" for Curt Hennig. I 2004 blev han indsat i WWE Hall of Fame. Siden da har han optrådt flere gange på tv, både for World Wrestling Entertainment (WWE, tidligere WWF) og Total Nonstop Action Wrestling (TNA). I 2010 udgav WWE en dokumentar om Bobby "The Brain" Heenan. 